# 程羽
程 羽（朝鮮語: 정우）は、中国元の文官であり、朝鮮氏族の河南程氏の始祖である。
中国元の順帝時代に衛尉校丞を務め、魯国公主が恭愍王に降嫁される時に孔紹など20人余りと共に媵臣（嫁にいく女の付き人）として高麗に入国した。その後、忠定王時代に殿中侍御史を務め、1352年に推誠輔理功臣壁上三韓三重大匡を叙勲、韓山君に封ぜられた。